# Catillaria opperiens
Catillaria opperiens är en lavart som först beskrevs av Per Johan Hellbom, och fick sitt nu gällande namn av Alexander Zahlbruckner. Catillaria opperiens ingår i släktet Catillaria, och familjen Catillariaceae. Arten är reproducerande i Sverige.